# Nana (Mambéré)
Der Nana ist ein Fluss in der Zentralafrikanischen Republik.

## Verlauf
Der Fluss hat seine Quellen im Yadé-Massiv, etwa 25 km östlich der Grenze zu Kamerun und etwa 60 km südwestlich der Stadt Bocaranga auf 1200 Metern Höhe. Er fließt zunächst nach Süden und weist ein starkes Gefälle auf (etwa 500 Höhenmeter auf 100 km, zirka 5 ‰). Dann ändert er etwa 50 km westlich der Stadt Bouar, wo ihn die Route Nationale 3 überquert, seine Richtung und mäandriert von da an nach Südosten. 5 Kilometer nördlich der Stadt Carnot mündet er in den Mambéré.